# Lightbox (Nova Zelanda)
Lightbox era un servei de subscripció de vídeo sota demanda (SVOD) de Nova Zelanda que oferia una selecció de programes de televisió en diversos dispositius. El servei era propietat del proveïdor nacional de telecomunicacions Spark Nova Zelanda, però va ser comprat per l'empresa per satèl·lit Sky Television el desembre de 2019. El 7 de juliol de 2020, Sky va fusionar Lightbox amb el seu propi servei de d'streaming Neon mitjançant la plataforma d'streaming existent de Lightbox. Hema Patel era el director general de Lightbox.

## Història
El juny de 2014, Spark va anunciar Lightbox (llavors anomenada ShowmeTV), que permetia als neozelandesos veure programes de televisió, inclosos Mad Men, Better Call Saul i Vikings en streaming. Es va llançar a l'agost del 2014.
El gener de 2015, Lightbox es va associar amb Coliseum Sports Media per oferir un servei d'streaming esportiu que funcionava per subscripcions anomenat Lightbox Sport. Lightbox Sport incloïa golf, la Premier League de futbol anglesa i el Top 14 de rugbi francès.
El març de 2015, Lightbox es va enfrontar a la competència dels serveis SVOD Quickflix, Netflix i Neon.
L'octubre de 2019, una enquesta d'Horizon Research a més de 1.000 neozelandesos va trobar que el 18% dels enquestats estaven subscrits a Lightbox. Per contra, el 59% estaven subscrits a TVNZ OnDemand, el 56% a Netflix, el 29% a Sky i el 7% a Neon.
A mitjans de desembre de 2019, es va anunciar que Spark vendria la plataforma de Lightbox a l'empresa de televisió per satèl·lit Sky Television. Sky planejava fusionar Lightbox amb la seva pròpia plataforma Neon el 7 de juliol de 2020. Spark també es va associar amb Sky per oferir el servei als clients de Spark a través de les ofertes d'entreteniment de la companyia de telecomunicacions durant la primera meitat del 2020. Com a part de l'acord, Sky va assumir els costos operatius de la fusió dels dos serveis de transmissió.
A mitjan juny de 2020, Sky va anunciar que Lightbox es fusionaria amb Neon el 7 de juliol de 2020. El servei combinat va conservar la marca Neon, però va continuar utilitzant la interfaç i les funcions de Lightbox i inclou contingut extret tant de Neon com de l'antiga Lightbox. Els clients existents de Spark poden rebre un descompte de 9,95 NZ $.
El 7 de juliol, Sky va fusionar formalment Neon i Lightbox, amb l'antiga aplicació Lightbox renovada com a Neon. La renovada plataforma Neon incorpora contingut i diverses funcions de Lightbox, inclosa la possibilitat de descarregar pel·lícules i sèries de televisió als dispositius, llogar pel·lícules i crear perfils d'usuaris.

## Serveis i contingut
Lightbox estava disponible a través del seu lloc web en ordinadors Windows 7, Windows 8 i OS X i en diversos altres dispositius, inclosos iOS, Android (versió 4.2 i posteriors), Apple TV amb AirPlay, Android TV, televisors intel·ligents Samsung seleccionats per Chromecast i Consoles PlayStation 3 i PlayStation 4.
El contingut de Lightbox incloïa la sèrie de comèdies animades de Nova Zelanda Bro'Town i la sèrie web The Handmaid's Tale de Hulu.